# Max Grün
Max Grün (* 5. April 1987 in Karlstadt) ist ein deutscher Fußballtorwart, der aktuell für Viktoria Aschaffenburg spielt.

## Karriere

### Vereine
Grün begann seine Laufbahn beim FV 1920 Karlstadt. Auf den Wechsel in die Jugendabteilung des FC Bayern München 2002 folgte 2006 die Verpflichtung in die zweite Mannschaft der Bayern. Für diese debütierte Grün am 10. September 2006 (7. Spieltag) beim 2:2-Unentschieden im Heimspiel gegen den VfR Aalen in der Regionalliga Süd. Sein erstes Spiel in der 3. Liga bestritt er am 23. August 2008 (4. Spieltag) beim 1:0-Sieg im Auswärtsspiel gegen Eintracht Braunschweig. Es folgten zwei weitere Einsätze gegen den VfR Aalen (0:0) und gegen den 1. FC Union Berlin (0:0); Grün blieb somit in allen Drittligaspielen ohne Gegentor.
Im August 2009 wechselte Grün zur SpVgg Greuther Fürth und avancierte nach durchweg konstanten Leistungen in der Saison 2009/10 zum Stammtorhüter. Die SpVgg Greuther Fürth verlängerte seinen Vertrag um vier Jahre bis zum 30. Juni 2014. Am Ende der Saison 2011/12 belegte er mit seinem Verein den ersten Tabellenplatz, der den Aufstieg in die Bundesliga bedeutete.
Jedoch wurde Grün im Verlauf der Saison als Stammtorhüter von Wolfgang Hesl abgelöst.
Zur Saison 2013/14 wechselte Grün zum Bundesligisten VfL Wolfsburg. Er unterschrieb einen bis zum 30. Juni 2016 gültigen Vertrag und war als Ersatzmann für Diego Benaglio vorgesehen. Sein erstes Bundesligaspiel für den VfL bestritt er am 25. März 2014 (27. Spieltag) beim 3:1-Sieg im Auswärtsspiel gegen Werder Bremen mit Einwechslung zur 2. Halbzeit für den verletzten Benaglio. 2015 gewann er mit Wolfsburg den DFB-Pokal und wurde Vize-Meister.
Am 30. Juni 2018 verließ er den Verein mit Auslaufen seines Vertrags und wechselte Anfang September zum Zweitligisten SV Darmstadt 98. Dort kam er in der Saison 2018/19 hinter Daniel Heuer Fernandes zu keinem Einsatz.
Zur Saison 2019/20 wechselt Grün zum Bundesligisten Borussia Mönchengladbach, den er nach zwei Spielzeiten, in denen er lediglich drei Punktspiele für die zweite Mannschaft bestritten hatte, verließ.
Zur Saison 2021/22 wechselte er mit einer Vertragslaufzeit von zwei Jahren zum viertklassigen Regionalligisten Viktoria Aschaffenburg, für den er am 16. Juli 2021 (1. Spieltag) bei der 0:1-Niederlage im Auswärtsspiel gegen den FV Illertissen debütierte. Zugleich ist Grün bei der U19-Mannschaft von Aschaffenburg Torwarttrainer.

### Nationalmannschaft
Grün kam am 20. Oktober 2002 in Eschweiler zu seinem ersten Einsatz als Nationalspieler des DFB als er mit der U16-Nationalmannschaft mit 2:1 gegen die walisische Auswahl gewann. Es folgten drei weitere Einsätze im Jahr 2003, bevor er am 30. September 2003 im Amel beim 0:0-Unentschieden gegen die Auswahl Belgiens sein Debüt in der U17-Nationalmannschaft gab. Für diese Auswahl kam er 2003 noch viermal zum Einsatz.

## Erfolge
- DFB-Pokal-Sieger 2015 (mit dem VfL Wolfsburg)
- Meister der 2. Bundesliga 2012 (mit der SpVgg Greuther Fürth)
- DFL-Supercup: 2015 (mit dem VfL Wolfsburg)

## Auszeichnungen
- Weiße-Weste-Preisträger 2012